# صموئيل ليس
صموئيل ليس (بالإنجليزية: Samuel Lees)‏ هو سياسي أسترالي، ولد في 1843، وتوفي في 14 يونيو 1916 في أستراليا. حزبياً، نشط في حزب التجارة الحرة. وقد انتخب عضو الجمعية التشريعية نيو ساوث ويلز وانتخب عضو المجلس التشريعي نيو ساوث ويلز.